# Mokrine, Herceg Novi
Mokrine este un sat din comuna Herceg Novi, Muntenegru. Conform datelor de la recensământul din 2003, localitatea are 131 de locuitori (la recensământul din 1991 erau 151 de locuitori).

## Demografie
În satul Mokrine locuiesc 118 persoane adulte, iar vârsta medie a populației este de 49,8 de ani (46,0 la bărbați și 52,9 la femei). În localitate sunt 51 de gospodării, iar numărul mediu de membri în gospodărie este de 2,57.
Această localitate este populată majoritar de sârbi (conform recensământului din 2003).
|  |

| Demografie | Demografie | Demografie |
| An         | Locuitori  | Locuitori  |
| ---------- | ---------- | ---------- |
|            |            |            |
|            |            |            |
|            |            |            |
|            |            |            |
| 1948       | 611        |            |
| 1953       | 583        |            |
| 1961       | 348        |            |
| 1971       | 273        |            |
| 1981       | 223        |            |
| 1991       | 151        | 151        |
| 2003       | 131        | 131        |

| \| Componența etnică conform recensământului din 2003[2] \| Componența etnică conform recensământului din 2003[2] \| Componența etnică conform recensământului din 2003[2] \| Componența etnică conform recensământului din 2003[2] \| Componența etnică conform recensământului din 2003[2] \| \| ----------------------------------------------------- \| ----------------------------------------------------- \| ----------------------------------------------------- \| ----------------------------------------------------- \| ----------------------------------------------------- \| \| \| \| \| \| \| \| Sârbi \| Sârbi \| \| 93 \| 70,99% \| \| Muntenegreni \| Muntenegreni \| \| 18 \| 13,74% \| \| Iugoslavi \| Iugoslavi \| \| 4 \| 3,05% \| \| necunoscută \| necunoscută \| \| 10 \| 7,63% \| |              |  |    |        |
| Componența etnică conform recensământului din 2003 |              |  |    |        |
| |              |  |    |        |
| Sârbi | Sârbi        |  | 93 | 70,99% |
| Muntenegreni | Muntenegreni |  | 18 | 13,74% |
| Iugoslavi | Iugoslavi    |  | 4  | 3,05%  |
| necunoscută | necunoscută  |  | 10 | 7,63%  |